# Mazerolles-le-Salin
Mazerolles-le-Salin é uma comuna francesa na região administrativa de Borgonha-Franco-Condado, no departamento de Doubs. Estende-se por uma área de 4,2 km². Em 2010 a comuna tinha 213 habitantes (densidade: 50,7 hab./km²).